# Aarón Díaz
Pour les articles homonymes, voir Díaz.
Aarón Díaz est un acteur et mannequin mexicain-américain, né le 7 mars 1982 à Puerto Vallarta (Jalisco), au Mexique.

## Filmographie

### Films
- 2006 : Amor xtremo, de Chava Cartas : Sebastián[1]
- 2010 : Bloody Waters: Eaux sanglantes (Dinoshark) : Luis
- 2012 : Marcelo : Marcelo

### Telenovelas
- 2001-2002 : El juego de la vida, d'Eric Morales et Claudio Reyes Rubio : Enrique "Kike" González
- 2002- 2003 : Clase 406, de Juan Carlos Muñoz et Luis Pardo
- 2004 : Corazones al límite, de Sergio Cataño et Claudio Reyes Rubio : Braulio Vallardes Smith[2]
- 2005-2006 : Barrera de amor, de Raúl Araiza : Andrés Romero
- 2007-2008 : Lola, érase una vez : Alexander Von Ferdinand
- 2008 : Terminales : Sebastián[3]
- 2010-2011 : Teresa : Mariano Sánchez Suárez
- 2011 : Pan Am : Miguel (VF : Damien Ferrette)[4]
- 2012 : El Talismán ; Antonio Negrete
- 2012 : Rosario : Esteban Martínez
- 2013-2014 : Santa Diabla : Santiago Cano
- 2014 : Los miserables : César Mondragón
- 2014 : Tierra de reyes : Arturo Rey Gallardo
- 2016-2017 : Quantico : León Velez[5]

### Théâtre
- Vaselina : Danny[6]